# Tournoi des Six Nations féminin 2019
Cet article traite de l'épreuve féminine. Pour la compétition masculine, voir Tournoi des Six Nations masculin 2019. Pour la compétition juniors, voir Tournoi des Six Nations des moins de 20 ans 2019.
Pour un article plus général, voir Tournoi des Six Nations féminin.
Navigation
Tournoi féminin 2018 Tournoi féminin 2020
Le Tournoi des Six Nations féminin 2019 est la vingt-quatrième édition du Tournoi, une compétition annuelle de rugby à XV, et la dix-huitième disputée par six équipes européennes : Angleterre, pays de Galles, Irlande, France, Écosse et Italie.
Le tournoi se déroule du 1er février au 17 mars 2019. Les trois équipes qui ont en 2019 l'avantage de jouer un match de plus à domicile que les autres sont l'Angleterre, L'Écosse et l'Italie. Ce tournoi voit le développement de la professionnalisation, avec des contrats fédéraux pour les joueuses anglaises et françaises jusqu'à maintenant amatrices.
L'équipe d'Angleterre remporte tous ses matches et donc le Grand Chelem et la Triple couronne, tandis que l'Écosse perd tous les siens et reçoit la Cuillère de bois.

## Calendriers des matchs

Nations participantes au Tournoi

Le calendrier des matchs du tournoi 2019 est annoncé par l'organisateur le 2 novembre 2018.
Les heures sont données dans les fuseaux utilisés par le pays qui reçoit : WET (UTC+0) dans les îles Britanniques et CET (UTC+1) en France et en Italie.
| Le 1er février à 17 h 0  | Donnybrook Rugby Ground, Dublin   | Irlande | 7 - 51 | Angleterre     |
| Le 1er février à 19 h 35 | Scotstoun Stadium, Glasgow        | Écosse  | 7 - 28 | Italie         |
| Le 2 février à 21 h 0    | Stade Yves-du-Manoir, Montpellier | France  | 52 - 3 | Pays de Galles |

| Le 8 février à 19 h 35  | Scotstoun Stadium, Glasgow     | Écosse     | 5 - 22  | Irlande        |
| Le 9 février à 20 h 0   | Lecce                          | Italie     | 3 - 3   | Pays de Galles |
| Le 10 février à 12 h 45 | Castle Park rugby stadium (en) | Angleterre | 41 - 26 | France         |

| Le 23 février à 19 h 30 | Stade Sergio-Lanfranchi, Parme             | Italie         | 29 - 27 | Irlande    |
| Le 23 février à 21 h 0  | Stadium Lille Métropole, Villeneuve-d'Ascq | France         | 41 - 10 | Écosse     |
| Le 24 février à 12 h 30 | Millennium Stadium, Cardiff                | Pays de Galles | 12 - 51 | Angleterre |

| Le 8 mars à 19 h 35 | Scotstoun Stadium, Glasgow      | Écosse     | 15 - 17 | Pays de Galles |
| Le 9 mars à 12 h 5  | Sandy Park, Exeter              | Angleterre | 55 - 0  | Italie         |
| Le 9 mars à 19 h 0  | Donnybrook Rugby Ground, Dublin | Irlande    | 17 - 47 | France         |

| Le 16 mars à 19 h 30                     | Twickenham                  | Angleterre     | 80 - 0  | Écosse  |
| Le 17 mars à 13 h 30                     | Millennium Stadium, Cardiff | Pays de Galles | 24 - 5  | Irlande |
| Le 17 mars à 14 h 30 (Trophée Garibaldi) | Stadio Plebiscito, Padoue   | Italie         | 31 - 12 | France  |

## Classement
| Rang | Équipe         | J | V | N | D | Em | Ee | Bo | Bd | Pm  | Pe  | Diff | Pts |
| ---- | -------------- | - | - | - | - | -- | -- | -- | -- | --- | --- | ---- | --- |
| 1    | Angleterre     | 5 | 5 | 0 | 0 | 45 | 7  | 5  | 0  | 278 | 45  | +233 | 28  |
| 2    | Italie         | 5 | 3 | 1 | 1 | 12 | 16 | 3  | 0  | 91  | 104 | -13  | 17  |
| 3    | France (T)     | 5 | 3 | 0 | 2 | 29 | 16 | 4  | 0  | 178 | 102 | +76  | 16  |
| 4    | Pays de Galles | 5 | 2 | 1 | 2 | 8  | 22 | 1  | 0  | 59  | 126 | -67  | 11  |
| 5    | Irlande        | 5 | 1 | 0 | 4 | 13 | 24 | 2  | 1  | 78  | 156 | -78  | 7   |
| 6    | Écosse         | 5 | 0 | 0 | 5 | 7  | 29 | 0  | 1  | 37  | 188 | -151 | 1   |

|  | Vainqueur du tournoi       |
|  | T : Tenante du titre 2018. |

Attribution des points de classement Pts : quatre points pour une victoire, deux points pour un match nul, zéro en cas de défaite, un point si au moins 4 essais marqués, un point en cas de défaite avec moins de 8 points d'écart, trois points en cas de Grand Chelem.
Règles de classement : 1. points ; 2. différence de points de match ; 3. nombre d'essais marqués ; 4. titre partagé.

## Actrices du Tournoi des Six Nations

### Joueuses

#### Angleterre
Pour la première fois dans l'histoire du tournoi féminin, l'Angleterre disposera d'une équipe de 26 joueuses professionnelles, complétée par sept joueuses ne bénéficiant pas des contrats professionnels. L'annonce des joueuses est faite le 3 janvier 2019 par Simon Middleton.
| Entraîneur | Entraîneur             | Simon Middleton (en)                                                                 |
| Avants     | Pilier                 | Sarah Bern, Vicky Fleetwood (en), Justine Lucas (en), Hannah Botterman, Ellena Perry |
| Avants     | Talonneur              | Lark Davies, Amy Cokayne, Vickii Cornborough                                         |
| Avants     | Deuxième ligne         | Abbie Scott, Rowena Burnfield, Catherine O’Donnell, Zoe Aldcroft                     |
| Avants     | Troisième ligne aile   | Poppy Cleall, Marlie Packer, Shaunagh Brown                                          |
| Avants     | Troisième ligne centre | Sarah Hunter , Jo Brown, Sarah Beckett, Bryony Cleall                                |
| Arrières   | Demi de mêlée          | Leanne Riley, Natasha Hunt                                                           |
| Arrières   | Demi d'ouverture       | Katy McLean, Zoe Harrison, Kelly Smith, Emily Scott (en)                             |
| Arrières   | Centre                 | Rachael Burford, Lagi Tuima, Tatyana Heard, Carys Williams                           |
| Arrières   | Ailier                 | Abigail Dow, Jessica Breach, Claudia MacDonald, Lydia Thompson                       |
| Arrières   | Arrière                | Sarah McKenna, Emily Scarratt                                                        |

#### Écosse
Le 31 janvier, l'équipe d'Écosse devant rencontrer l'Italie est annoncée.
| Entraîneur | Entraîneur             | Shade Munro (en)                                          |
| Avants     | Pilier                 | Lisa Cockburn, Megan Kennedy, Katie Dougan, Mairi Forsyth |
| Avants     | Talonneur              | Lana Skeldon, Jodie Rettie                                |
| Avants     | Deuxième ligne         | Emma Wassell, Sarah Bonar, Sophie Anderson, Nicola Howat  |
| Avants     | Troisième ligne aile   | Rachel Malcolm, Rachel McLachlan                          |
| Avants     | Troisième ligne centre | Siobhan Cattigan                                          |
| Arrières   | Demi de mêlée          | Mhairi Grieve, Sarah Law                                  |
| Arrières   | Demi d'ouverture       | Helen Nelson                                              |
| Arrières   | Centre                 | Hannah Smith, Lisa Thomson , Lisa Martin                  |
| Arrières   | Ailier                 | Annabel Sergeant, Liz Musgrove, Rhona Lloyd               |
| Arrières   | Arrière                | Chloe Rollie                                              |

#### France
Annick Hayraud, manager de l'Équipe de France, annonce le 16 janvier une liste de 29 joueuses, dont 24 sous contrat fédéral à mi-temps. Jessy Trémoulière, sacrée meilleure joueuse de l'année 2018 par World Rugby, est initialement absente du groupe pour cause de blessure mais revient contre l'Irlande en quatrième semaine. Le 21 janvier 2019, Julie Duval – qui a entre-temps pris sa retraite internationale – est remplacée par Maëlia Lapoujade. Emma Coudert rejoint le XV de France contre l'Écosse après une tournée en Australie pour développer le rugby à sept tandis que Safi N'Diaye quitte le tournoi sur blessure.
| Entraîneur | Entraîneur             | Annick Hayraud |
| Avants     | Pilier                 | Lise Arricastre, Annaëlle Deshayes, Clara Joyeux, Julie Duval, Maëlia Lapoujade, Laure Touyé, Maïlys Dhia Traoré, Katia Ambonguilat |
| Avants     | Talonneur              | Agathe Sochat, Caroline Thomas |
| Avants     | Deuxième ligne         | Lénaïg Corson, Céline Ferer, Audrey Forlani                                                                                         |
| Avants     | Troisième ligne aile   | Coumba Diallo, Gaëlle Hermet , Safi N'Diaye                                                                                         |
| Avants     | Troisième ligne centre | Romane Ménager, Fiona Lecat |
| Arrières   | Demi de mêlée          | Pauline Bourdon, Yanna Rivoalen, Marie Saluzzo, Emma Coudert                                                                        |
| Arrières   | Demi d'ouverture       | Camille Imart, Morgane Peyronnet |
| Arrières   | Centre                 | Lauriane Lissar, Dieynaba Sacko, Gabrielle Vernier                                                                                  |
| Arrières   | Ailier                 | Doriane Constanty, Iän Jason, Marine Ménager                                                                                        |
| Arrières   | Arrière                | Caroline Boujard, Léa Murie, Jessy Trémoulière                                                                                      |

#### Galles
Rowland Phillips annonce le 21 décembre 2018 une liste de 34 joueuses, dont six n'ayant pas encore été sélectionnées. Toutefois, Sioned Harries déclare forfait le 23 janvier à la suite d'une blessure à la cheville.
| Entraîneur | Entraîneur             | Rowland Phillips (en)                                                            |
| Avants     | Pilier                 | Caryl Thomas, Amy Evans (en), Cerys Hale, Gwenllian Pyrs, Cara Hope, Brea Leung, |
| Avants     | Talonneur              | Carys Phillips , Kelsey Jones, Molly Kelly                                       |
| Avants     | Deuxième ligne         | Natalia John, Melissa Clay, Gwen Crabb                                           |
| Avants     | Troisième ligne aile   | Alisha Butchers, Bethan Lewis, Sioned Harries , Lleucu George, Alex Callender    |
| Avants     | Troisième ligne centre | Siwan Lillicrap                                                                  |
| Arrières   | Demi de mêlée          | Ffion Lewis, Niamh Terry, Keira Bevan, Alicia McComish                           |
| Arrières   | Demi d'ouverture       | Robyn Wilkins, Elinor Snowsill, Manon Johnes                                     |
| Arrières   | Centre                 | Hannah Jones, Alecs Donovan                                                      |
| Arrières   | Ailier                 | Hannah Bluck, Jessica Kavanagh-Williams, Caitlin Lewis                           |
| Arrières   | Arrière                | Lisa Neumann, Jasmine Joyce, Bethan Davies, Lauren Smyth                         |

#### Irlande
Adam Griggs annonce le 21 décembre 2018 une liste de 36 joueuses, dont sept n'ayant pas encore été sélectionnées.
| Entraîneur | Entraîneur             | Adam Griggs |
| Avants     | Pilier                 | Lindsay Peat (en), Fiona Reidy, Leah Lyons, Laura Feely                                                                        |
| Avants     | Talonneur              | Sarah Mimnagh, Emma Hooban |
| Avants     | Deuxième ligne         | Nichola Fryday, Aoife McDermott                                                                                                |
| Avants     | Troisième ligne aile   | Claire Molloy (en), Linda Djougang, Hannah O'Connor                                                                            |
| Avants     | Troisième ligne centre | Ciara Griffin , Edel McMahon, Juliet Short                                                                                     |
| Arrières   | Demi de mêlée          | Ailsa Hughes, Nicole Cronin, Ellen Murphy                                                                                      |
| Arrières   | Demi d'ouverture       | Kathryn Dane, Eve Higgins, Claire Keohane                                                                                      |
| Arrières   | Centre                 | Claire McLaughlin (en), Sene Naoupu (en), Louise Galvin, Michelle Claffey, Laura Sheehan, Nicole Fowley                        |
| Arrières   | Ailier                 | Megan Williams, Alison Miller (en), Ashleigh Baxter (en), Jeamie Deacon (en), Hannah Tyrrell, Eimear Considine, Ailbhe Dowling |
| Arrières   | Arrière                | Enya Breen, Lauren Delany, Béibhinn Parsons                                                                                    |

#### Italie
Andrea Di Giandomenico annonce le 17 janvier 2019 une liste de 27 joueuses.
| Entraîneur | Entraîneur             | Andrea Di Giandomenico (it)                                          |
| Avants     | Pilier                 | Lucia Gai, Gaia Giacomoli (it), Michela Merlo, Sara Tounesi          |
| Avants     | Talonneur              | Melissa Bettoni, Lucia Cammarano (it), Silvia Turani                 |
| Avants     | Deuxième ligne         | Giordana Duca, Valeria Fedrighi, Miriam Pagani, Valentina Ruzza (it) |
| Avants     | Troisième ligne aile   | Giada Franco, Isabella Locatelli, Francesca Sberna                   |
| Avants     | Troisième ligne centre | Elisa Giordano, Ilaria Arrighetti                                    |
| Arrières   | Demi de mêlée          | Sara Barattin                                                        |
| Arrières   | Demi d'ouverture       | Micol Cavina, Veronica Madia                                         |
| Arrières   | Centre                 | Jessica Busato, Beatrice Rigoni, Michela Sillari                     |
| Arrières   | Ailier                 | Benedetta Mancini, Aura Muzzo, Camilla Sarasso, Sofia Stefan         |
| Arrières   | Arrière                | Manuela Furlan                                                       |

### Arbitres
Les arbitres de champ sont annoncés le 18 décembre 2018 par World Rugby.
| Rugby Europe | Oceania Rugby     | Rugby Afrique          | Asia Rugby  |
| --- | ----------------- | ---------------------- | ----------- |
| - Nikki O'Donnell - Sean Gallagher - Beatrice Benvenuti - Laura Pettingale - Sara Cox - Clara Munarini - Aurélie Groizeleau - Ian Tempest - Joy Neville - Hollie Davidson | - Rebecca Mahoney | - Aimee Barrett-Theron | - Tim Baker |

## Statistiques individuelles

### Meilleures marqueuses
| Rang | Joueuse             | Équipe     | Essais |
| ---- | ------------------- | ---------- | ------ |
| 1    | Jessica Breach      | Angleterre | 10     |
| 2    | Sarah Bern          | Angleterre | 5      |
| 3    | Caroline Thomas     | France     | 4      |
| 3    | Romane Ménager      | France     | 4      |
| 5    | Pauline Bourdon     | France     | 3      |
| 5    | Gabrielle Vernier   | France     | 3      |
| 5    | Giada Franco        | Italie     | 3      |
| 5    | Catherine O'Donnell | Angleterre | 3      |
| 5    | Poppy Cleall        | Angleterre | 3      |
| 5    | Caroline Boujard    | France     | 3      |
| 5    | Iän Jason           | France     | 3      |

### Meilleures réalisatrices
| Rang | Joueuse             | Équipe     | Points | Essais | Transf. | Pén. | Drops |
| ---- | ------------------- | ---------- | ------ | ------ | ------- | ---- | ----- |
| 1    | Katy McLean         | Angleterre | 53     | 2      | 20      | 1    | 0     |
| 2    | Jessica Breach      | Angleterre | 50     | 10     | 0       | 0    | 0     |
| 3    | Michela Sillari     | Italie     | 31     | 0      | 8       | 5    | 0     |
| 4    | Pauline Bourdon     | France     | 25     | 3      | 5       | 0    | 0     |
| 4    | Sarah Bern          | Angleterre | 25     | 5      | 0       | 0    | 0     |
| 6    | Caroline Thomas     | France     | 20     | 4      | 0       | 0    | 0     |
| 6    | Romane Ménager      | France     | 20     | 4      | 0       | 0    | 0     |
| 8    | Gabrielle Vernier   | France     | 15     | 3      | 0       | 0    | 0     |
| 8    | Giada Franco        | Italie     | 15     | 3      | 0       | 0    | 0     |
| 8    | Caroline Boujard    | France     | 15     | 3      | 0       | 0    | 0     |
| 8    | Catherine O'Donnell | Angleterre | 15     | 3      | 0       | 0    | 0     |
| 8    | Poppy Cleall        | Angleterre | 15     | 3      | 0       | 0    | 0     |
| 8    | Iän Jason           | France     | 15     | 3      | 0       | 0    | 0     |

## Feuilles de matchs

### Première journée
| 1er février 2019 17 h UTC | Irlande                                                                | 7 - 51 (0 - 13) | Angleterre bo | Donnybrook Rugby Ground, Dublin 4 637 spectateurs Arbitre : Aimee Barrett-Theron |
| 1er février 2019 17 h UTC | Essai(s) : 1 de pénalité (61e) Transformation(s) : 1 de pénalité (61e) | Rapport         | Essai(s) : 8 Breach (5e), McKenna (29e), Bern (41e), Davies (46e), McLean (53e), Harrison (66e), E. Scott (en) (76e), B. Cleall (80e) Transformation(s) : 4 McLean (41e, 46e, 53e, 80e) Pénalité(s) : 1 McLean (23e) | Donnybrook Rugby Ground, Dublin 4 637 spectateurs Arbitre : Aimee Barrett-Theron |
| 1er février 2019 17 h UTC |                                                                        | Rapport         | | Donnybrook Rugby Ground, Dublin 4 637 spectateurs Arbitre : Aimee Barrett-Theron |

| 1er février 2019 19 h 35 UTC | Écosse | 7 - 28 (7 - 7) | Italie bo | Scotstoun Stadium, Glasgow Arbitre : Nikki O'Donnell |
| 1er février 2019 19 h 35 UTC | Essai(s) : 1 Bonar (40e+2) Transformation(s) : 1 Skeldon (40e+3) Carton(s) jaune(s) : 1 Kennedy (en) (13e) | Rapport        | Essai(s) : 4 Arrighetti (6e), Franco (53e), Rigoni (73e), Giordano (80e) Transformation(s) : 4 Sillari (7e, 54e, 74e, 80e+2) Carton(s) jaune(s) : 2 Ruzza (it) (38e), Giordano (40e) | Scotstoun Stadium, Glasgow Arbitre : Nikki O'Donnell |
| 1er février 2019 19 h 35 UTC | | Rapport        | | Scotstoun Stadium, Glasgow Arbitre : Nikki O'Donnell |

| le 2 février 2019 21 h UTC+1 | France bo | 52 - 3 (23 - 3) | Pays de Galles                | Stade Yves-du-Manoir, Montpellier Arbitre : Sean Gallagher |
| le 2 février 2019 21 h UTC+1 | Essai(s) : 9 Thomas (4e, 32e, 57e), N'Diaye (19e), Murie (34e, 80e), R. Ménager (41e, 51e), Constanty (62e) Transformation(s) : 2 Imart (52e, 64e) Pénalité(s) : 1 Imart (10e) | Rapport         | Pénalité(s) : 1 Wilkins (14e) | Stade Yves-du-Manoir, Montpellier Arbitre : Sean Gallagher |
| le 2 février 2019 21 h UTC+1 | | Rapport         |                               | Stade Yves-du-Manoir, Montpellier Arbitre : Sean Gallagher |

### Deuxième journée
| 8 février 2019 19 h 35 UTC | Écosse                   | 5 - 22 (5 - 10) | Irlande bo | Scotstoun Stadium, Glasgow Arbitre : Beatrice Benvenuti |
| 8 février 2019 19 h 35 UTC | Essai(s) : 1 Smith (20e) | Rapport         | Essai(s) : 4 McDermott (en) (4e), Lyons (en) (40e+1), Miller (en) (45e), Caplice (en) (58e) Transformation(s) : 1 Fowley (59e) | Scotstoun Stadium, Glasgow Arbitre : Beatrice Benvenuti |
| 8 février 2019 19 h 35 UTC |                          | Rapport         | | Scotstoun Stadium, Glasgow Arbitre : Beatrice Benvenuti |

| 9 février 2019 19 h 35 UTC | Italie                                                            | 3 - 3 (0 - 3) | Pays de Galles                | Stade Via del Mare, Lecce Arbitre : Aimee Barrett-Theron |
| 9 février 2019 19 h 35 UTC | Pénalité(s) : 1 Sillari (61e) Carton(s) jaune(s) : 1 Turani (19e) | Rapport       | Pénalité(s) : 1 Wilkins (31e) | Stade Via del Mare, Lecce Arbitre : Aimee Barrett-Theron |
| 9 février 2019 19 h 35 UTC |                                                                   | Rapport       |                               | Stade Via del Mare, Lecce Arbitre : Aimee Barrett-Theron |

| 10 février 2019, 12 h 45 UTC | Angleterre bo | 41 - 26 (24 - 0) | France bo | Castle Park (en), Doncaster 4 674 spectateurs Arbitre : Tim Baker |
| 10 février 2019, 12 h 45 UTC | Essai(s) : 7 Breach (11e, 40e, 45e), P. Cleall (26e), Smith (en) (35e), Botterman (58e), O'Donnell (65e) Transformation(s) : 3 Daley-McLean (12e, 37e, 58e) Carton(s) jaune(s) : 2 Cornborough (33e), Harrison (75e) | Rapport          | Essai(s) : 4 N'Diaye (42e), Bourdon (47e, 75e), R. Ménager (80e) Transformation(s) : 3 Bourdon (43e, 75e), Imart (80e) | Castle Park (en), Doncaster 4 674 spectateurs Arbitre : Tim Baker |
| 10 février 2019, 12 h 45 UTC | | Rapport          | | Castle Park (en), Doncaster 4 674 spectateurs Arbitre : Tim Baker |

### Troisième journée
| 23 février 2019 19 h 30 UTC+1 | Italie bo | 29 - 27 (22 - 22) | Irlande bo, bd | Stade Sergio-Lanfranchi, Parme Arbitre : Laura Pettingale |
| 23 février 2019 19 h 30 UTC+1 | Essai(s) : 4 Muzzo (6e), Franco (14e, 50e), Stefan (38e) Transformation(s) : 3 Sillari (2e, 15e, 51e) Pénalité(s) : 1 Sillari (7e) | Rapport           | Essai(s) : 4 Considine (11e, 17e), Caplice (en) (35e), Sheehan (en) (64e) Transformation(s) : 2 Fowley (11e, 36e) Pénalité(s) : 1 Fowley (30e) | Stade Sergio-Lanfranchi, Parme Arbitre : Laura Pettingale |
| 23 février 2019 19 h 30 UTC+1 | | Rapport           | | Stade Sergio-Lanfranchi, Parme Arbitre : Laura Pettingale |

| 23 février 2019, 21 h UTC+1 | France bo | 41 - 10 (24 - 5) | Écosse                                  | Stadium Lille Métropole, Villeneuve-d'Ascq 8 819 spectateurs Arbitre : Sara Cox |
| 23 février 2019, 21 h UTC+1 | Essai(s) : 7 Vernier (8e, 33e, 52e), Bourdon (15e), Constanty (39e), Boujard (56e), Jason (73e), Transformation(s) : 3 Bourdon (34e, 40e,53e) | Rapport          | Essai(s) : 2 Lloyd (27e), Wassell (67e) | Stadium Lille Métropole, Villeneuve-d'Ascq 8 819 spectateurs Arbitre : Sara Cox |
| 23 février 2019, 21 h UTC+1 | | Rapport          |                                         | Stadium Lille Métropole, Villeneuve-d'Ascq 8 819 spectateurs Arbitre : Sara Cox |

| 24 février 2019 12 h 30 UTC | Pays de Galles                                                                       | 12 - 51 (5 - 29) | Angleterre bo | Millennium Stadium, Cardiff Arbitre : Clara Munarini |
| 24 février 2019 12 h 30 UTC | Essai(s) : 2 Kavanagh-Williams (34e), Hale (76e) Transformation(s) : 1 Wilkins (77e) | Rapport          | Essai(s) : 9 Bern (1re, 26e), Breach (5e, 30e), A. Scott (15e), O'Donnell (59e), Dow (63e), Beckett (68e), Daley-McLean (80e+1) Transformation(s) : 3 Harrison (2e, 27e, 69e) | Millennium Stadium, Cardiff Arbitre : Clara Munarini |
| 24 février 2019 12 h 30 UTC |                                                                                      | Rapport          | | Millennium Stadium, Cardiff Arbitre : Clara Munarini |

### Quatrième journée
| 8 mars 2019 19 h 35 UTC | Écosse bd                                           | 15 - 17 (10 - 10) | Pays de Galles | Scotstoun Stadium, Glasgow Arbitre : Rebecca Mahoney |
| 8 mars 2019 19 h 35 UTC | Essai(s) : 3 Konkel (7e), Bonar (18e), Rollie (73e) | Rapport           | Essai(s) : 2 Lewis (16e), Lillicrap (79e) Transformation(s) : 2 Wilkins (16e) Pénalité(s) : 1 Wilkins (5e), George (80e+1) | Scotstoun Stadium, Glasgow Arbitre : Rebecca Mahoney |
| 8 mars 2019 19 h 35 UTC |                                                     | Rapport           | | Scotstoun Stadium, Glasgow Arbitre : Rebecca Mahoney |

| 9 mars 2019 12 h 5 UTC | Angleterre bo | 55 - 0 (21 - 0) | Italie | Sandy Park, Exeter 10 545 spectateurs Arbitre : Aurélie Groizeleau |
| 9 mars 2019 12 h 5 UTC | Essai(s) : 9 Breach (12e, 62e), Davies (32e), Hunter (39e), Bern (41e), Packer (46e), Cornborough (58e), A. Scott (73e), Fleetwood (en) (80e+2) Transformation(s) : 5 Harrison (13e), Daley-McLean (33e, 39e, 47e, 80e+2) | Rapport         |        | Sandy Park, Exeter 10 545 spectateurs Arbitre : Aurélie Groizeleau |
| 9 mars 2019 12 h 5 UTC | | Rapport         |        | Sandy Park, Exeter 10 545 spectateurs Arbitre : Aurélie Groizeleau |

| 9 mars 2019, 19 h UTC | Irlande | 17 - 47 (12 - 28) | France bo | Donnybrook Rugby Ground, Dublin 6 047 spectateurs Arbitre : Ian Tempest |
| 9 mars 2019, 19 h UTC | Essai(s) : 3 Griffin (en) (9e), Molloy (en) (19e), Naoupu (en) (62e) Transformation(s) : 1 Fowley (19e) Carton(s) jaune(s) : 1 Fryday (2e) | Rapport           | Essai(s) : 7 Thomas (3e), Jason (13e), Arricastre (32e), Boujard (37e), R. Ménager (45e), Forlani (70e), M. Ménager (45e) Transformation(s) : 6 Trémoulière (4e, 14e, 34e, 38e, 46e, 72e) Carton(s) rouge(s) : 1 R. Ménager (59e) | Donnybrook Rugby Ground, Dublin 6 047 spectateurs Arbitre : Ian Tempest |
| 9 mars 2019, 19 h UTC | | Rapport           | | Donnybrook Rugby Ground, Dublin 6 047 spectateurs Arbitre : Ian Tempest |

### Cinquième journée
| 16 mars 2019 19 h 30 UTC | Angleterre bo | 80 - 0 (45 - 0) | Écosse                               | Stade de Twickenham, Twickenham 13 278 spectateurs Arbitre : Joy Neville |
| 16 mars 2019 19 h 30 UTC | Essai(s) : 12 Beckett (2e), Breach (5e, 16e), Hunt (11e), Smith (en) (21e), P. Cleall (24e, 70e), Cokayne (39e), Bern (49e), Hunter (52e), Scarratt (64e), O'Donnell (79e) Pénalité(s) : 10 Daley-McLean (3e, 6e, 12e, 21e, 26e, 50e, 53e, 65e, 71e), Scarratt (80e) Carton(s) jaune(s) : 1 Daley-McLean (73e) | Rapport         | Carton(s) jaune(s) : 1 Thomson (38e) | Stade de Twickenham, Twickenham 13 278 spectateurs Arbitre : Joy Neville |
| 16 mars 2019 19 h 30 UTC | | Rapport         |                                      | Stade de Twickenham, Twickenham 13 278 spectateurs Arbitre : Joy Neville |

| 17 mars 2019 13 h 30 UTC | Pays de Galles bo | 24 - 5 (12 - 5) | Irlande                    | Millennium Stadium, Cardiff Arbitre : Hollie Davidson |
| 17 mars 2019 13 h 30 UTC | Essai(s) : 4 Kavanagh-Williams (17e), Phillips (36e), Lewis (68e), Joyce (76e) Transformation(s) : 2 George (37e, 69e) Carton(s) jaune(s) : 1 Lillicrap (26e) | Rapport         | Essai(s) : 1 Parsons (13e) | Millennium Stadium, Cardiff Arbitre : Hollie Davidson |
| 17 mars 2019 13 h 30 UTC | | Rapport         |                            | Millennium Stadium, Cardiff Arbitre : Hollie Davidson |

| 17 mars 2019 14 h 30 UTC+1 | Italie bo | 31 - 12 (8 - 5) | France | Stadio Plebiscito, Padoue Arbitre : Rebecca Mahoney |
| 17 mars 2019 14 h 30 UTC+1 | Essai(s) : 4 Stefan (20e), Bettoni (54e), Rigoni (70e), Furlan (76e) Transformation(s) : 1 Sillari (56e) Pénalité(s) : 3 Sillari (40e, 45e, 63e) | Rapport         | Essai(s) : 2 Boujard (36e), Jason (66e) Transformation(s) : 1 Trémoulière (67e) Carton(s) jaune(s) : 1 Diallo (50e) | Stadio Plebiscito, Padoue Arbitre : Rebecca Mahoney |
| 17 mars 2019 14 h 30 UTC+1 | | Rapport         | | Stadio Plebiscito, Padoue Arbitre : Rebecca Mahoney |

## Diffusion TV
- France : France Télévisions dispose des droits jusqu'en 2021 et France 4 diffuse la plupart des matchs de l'équipe de France féminine[42]. Pour la première fois de son histoire, le match contre l'Angleterre est diffusé sur France 2[43].